# Jean-Marc Lévy-Leblond

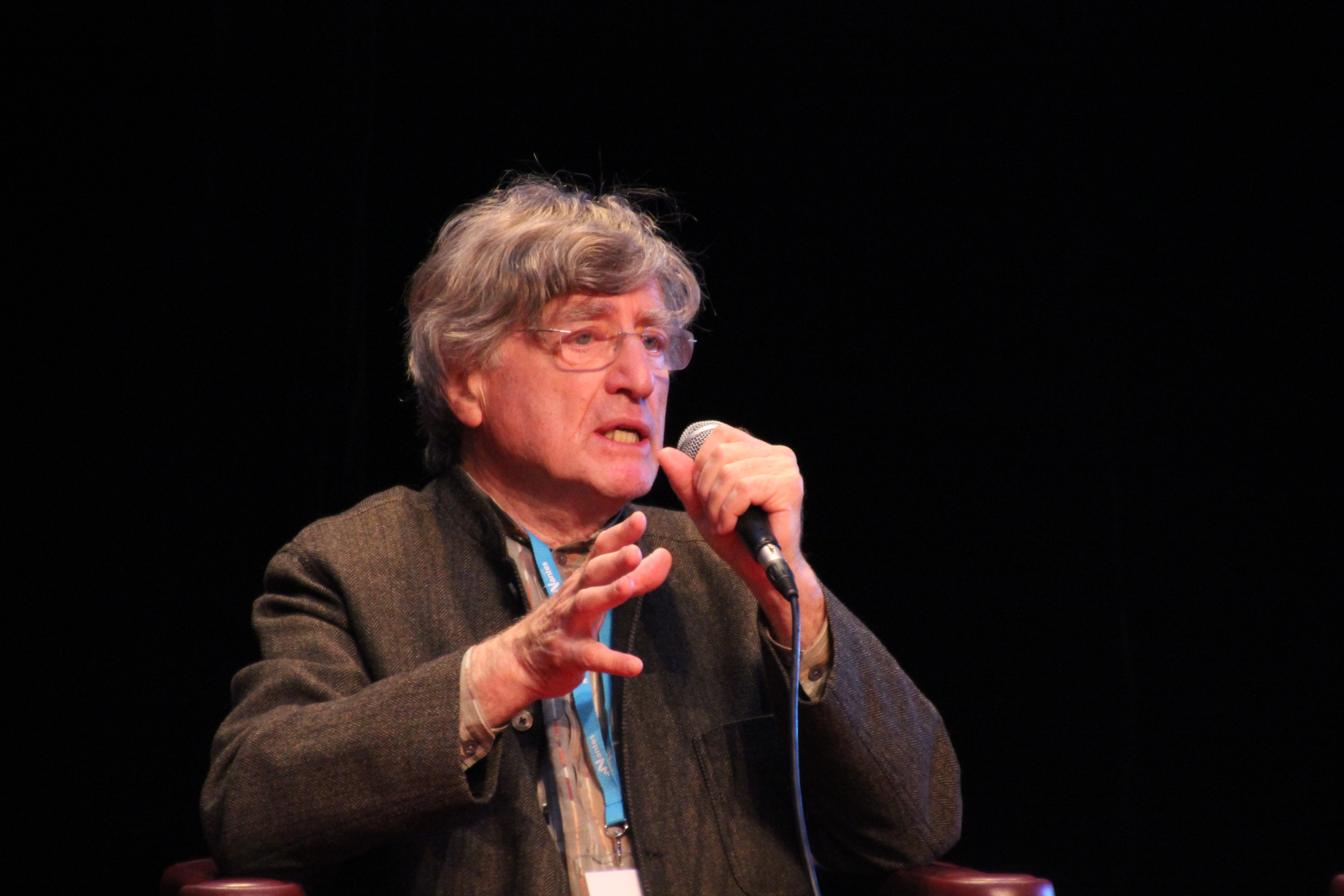
Jean-Marc Lévy-Leblond (2013)

Jean-Marc Lévy-Leblond (* 1940)  ist ein französischer theoretischer Physiker.
Levy-Leblond besuchte das Gymnasium Lycée Janson de Sailly, studierte an der Elitehochschule École normale supérieure (ENS) und wurde 1965 an der Universität Paris-Süd in Orsay promoviert. Er war Chargé de Recherche des CNRS, Maître de conférences an der Universität Nizza, Professor an der Universität Paris VII Denis Diderot und ab 1980 wieder Professor an der Universität Nizza, wo er 2001 emeritierte.
Neben theoretischer Physik lehrte er auch Philosophie (und gab Kurse über Physik für Geisteswissenschaftler) und war nach seiner Emeritierung von 2001 bis 2006 Programmdirektor am Collège international de philosophie in Paris.
Er befasste sich mit fundamentalen physikalischen Symmetrien, Struktur der Quantentheorie und der Raumzeit (unter gruppentheoretischen Aspekten).
Er veröffentlichte populärwissenschaftliche Aufsätze und wissenschaftskritische Essays und Bücher und ist Gründer und Chefredakteur der Zeitschrift Alliage (culture, science, technique) (ab 1989). Beim Verlag Seuil gab er die Reihe Science ouvert und andere Buchreihen heraus.
Er übersetzte Bücher des US-Physikers Richard Feynman ins Französische.

## Schriften
- mit Henri Bacry: Possible Kinematics, J. Math. Phys., Band 9, 1969, S. 1605
- mit Francois Balibar: Quantique, Band 1, Masson/CNRS 1984
- La physique en questions. 2 Bände, Vuibert (Übungsaufgaben)
- L'esprit de sel (science, culture, politique). Seuil 1984
- Aux contraires (l´exercise de la pensée et la pratique de la science). Gallimard 1996
- La pierre de touche (la science à l´epreuve). Gallimard 1996
- Impasciences. Bayard 2000, Seuil 2003
- La science en mal de culture. Futuribles 2004
- La science (n´)e(s)t (pas) l´art. Hermann 2010
- Mettre la science en culture. ANAIS 1986
- Herausgeber mit anderen: (Auto)critique de la science. Seuil 1973
- Von der Materie- relativistisch, quantentheoretisch und wechselwirkungstheoretisch. Merve, Berlin 2012, ISBN 978-3-88396-310-5.
- Das Elend der Physik. Über die Produktionsweise der Naturwissenschaften. Merve, Berlin 1975